# Кронверкское
Кро́нверкское — муниципальный округ в составе Петроградского района Санкт-Петербурга.

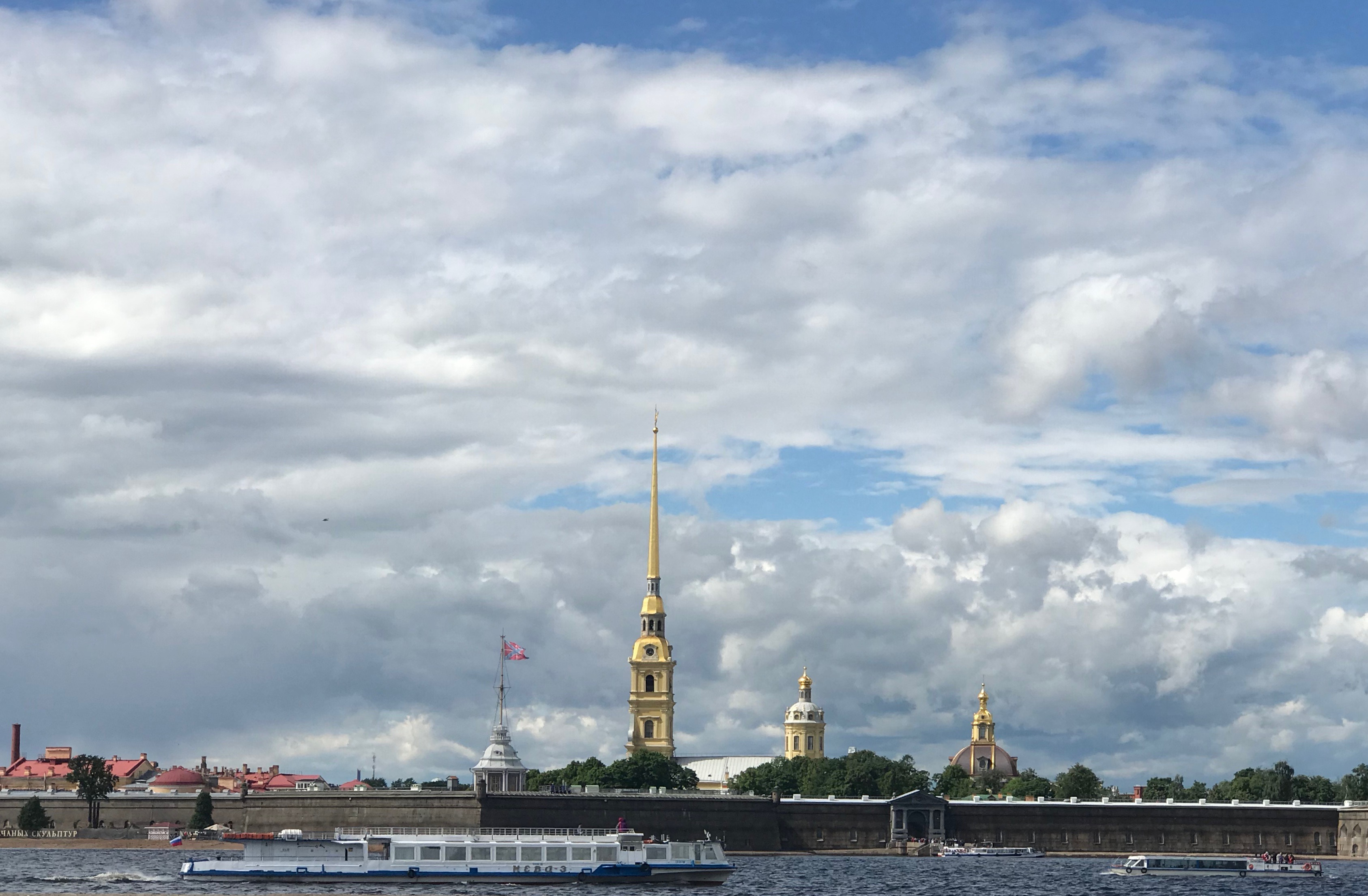
Петропавловская крепость

Примечателен муниципальный округ тем, что на его территории находится Петропавловская крепость и Санкт-Петербургский зоопарк.
Глава муниципального образования «Округ Кронверкское» — Шутова Юлия Юрьевна.

## Граница округа
Граница муниципального округа N 59 проходит: по оси р. Невы от Троицкого моста до оси р. Малой Невы, далее от оси р. Малой Невы до Кронверкского пр., далее по оси Кронверкского пр. до ул. Маркина, далее по оси ул. Маркина до ул. Воскова, далее по оси ул. Воскова до ул. Большой Пушкарской, далее по оси ул. Большой Пушкарской до ул. Введенской, далее по оси ул. Введенской до Большого пр., далее по оси Большого пр. до Каменноостровского пр., далее по оси Каменноостровского пр. до оси р. Невы у Троицкого моста.

## Население
| 2002    | 2010    | 2012    | 2013    | 2014    | 2015    | 2016    |
| ------- | ------- | ------- | ------- | ------- | ------- | ------- |
| 21 256  | ↘20 513 | ↗20 895 | ↗21 479 | ↗21 910 | ↘21 833 | ↘21 403 |
| 2017    | 2018    | 2019    | 2020    | 2021    | 2023    | 2025    |
| ↘21 216 | ↘21 058 | ↘20 490 | ↘19 979 | ↘16 834 | ↘16 600 | ↗16 881 |